# کامچاتکا ۱۴۹۰۹
سیارک ۱۴۹۰۹ (به انگلیسی: 14909 Kamchatka، نامگذاری:1993PY3) چهارده هزار و نهصد و نهمین سیارک کشف شده‌است که در ۱۴ اوت ۱۹۹۳ کشف شد.
قدر مطلق سیارک برابر ۳۳.۸ است.